# Орлицкий, Юрий Борисович
Ю́рий Бори́сович Орли́цкий (род. 8 июля 1952, Челябинск, по другим данным Челябинск-40) — советский и российский литературовед; поэт.

## Биография
Юрий Орлицкий родился 8 июля 1952 года в Челябинске.
В 1975 году окончил Куйбышевский государственный университет, жил и работал в Куйбышеве (Самаре). Тема кандидатской диссертации (1982) — «Свободный стих в русской советской поэзии 1960—1970 годов».
В 1992 году защитил диссертацию на соискание учёной степени доктора филологических наук на тему «Взаимодействие стиха и прозы: Типология переходных форм».
С 1993 года работает в Российском государственном гуманитарном университете (РГГУ), член диссертационного совета РГГУ, главный редактор информационного издания РГГУ «Вестник гуманитарной науки».
Автор около 400 работ, в том числе капитального труда «Стих и проза в русской литературе» (2002), статей и публикаций, связанных с творчеством Геннадия Алексеева, Генриха Сапгира, Игоря Холина и других поэтов конца XX века. Составитель и комментатор изданий Андрея Белого, Ильи Ильфа и др.
Куратор ежегодных российских фестивалей верлибра.
Дочь — Анна Орлицкая (род. 1988), поэт и переводчик, преподаватель РГГУ.

## Научная деятельность
Область научных интересов и сфера научной деятельности: теория стиха и прозы (стиховедение), теория литературы. Тематика исследований — теория стиха и прозы, стиховое начало в прозе, поэтика заглавия, теоретическое осмысление современной поэзии, поэтика современной русской литературы.

## Награды и премии
- Международная отметина имени отца русского футуризма Давида Бурлюка[3]
- Лауреат премии журнала «Дети Ра» (2015)